# I Don’t Wanna Stop
«I Don’t Wanna Stop» — сингл Оззи Осборна с девятого студийного альбома Black Rain. Песня была анонсирована и выпущена через веб-сайт Осборна. Также песня была номинирована на Грэмми.

## История
Осборн исполнил песню 18 мая на шоу WWE Friday Night SmackDown, снятом на Балтимор Арене в Мэрилэнде 15 мая. Этот эпизод вышел в эфир за пределами США, на Sky Sports в Великобритании, FOX8 в Австралии и на The Score в Канаде. Также это музыкальная тема при выходе у рестлера Брэнта Олбрайта. Эта песня также использовалась для WWE Judgment Day 2007 PPV в качестве саундтрека. Песня также звучала на телеканале BBC 1 в передаче en:Friday Night with Jonathan Ross. Также исполнялась на втором ежегодном шоу наград en:VH1 Rock Honors.
Песня является внутриигровым саундтреком к игре Madden NFL 08, которая была выпущена в августе 2007 года. Также она фигурирует в 5-м и последнем ярусе Guitar Hero: On Tour, отличается необычайно сложным разделом соло. Была выпущена как загружаемый контент для серии игр Rock Band 15 июня 2010 года.
Осборн исполнил эту песню вместе с «Crazy Train» и «Not Going Away» на шоу комика Джимми Киммела.
Это первая песня Осборна, которая достигла первого места в чарте Mainstream Rock Tracks. Он является самым возрастным соло исполнителем когда-либо достигавшим первую строчку в Mainstream Rock Tracks.
Песня была номинирована на Грэмми в номинации «Лучшее хард-рок исполнение», но проиграла песне The Pretender в исполнении Foo Fighters .

## Чарты
| Чарт (2007)                | Высшая позиция |
| -------------------------- | -------------- |
| Billboard Hot 100          | 61             |
| Pop 100                    | 54             |
| Hot Mainstream Rock Tracks | 1              |

## Участники записи
- Оззи Осборн — вокал
- Закк Уайлд — гитара
- Роб «Бласко» Николсон — бас-гитара
- Майк Бордин — ударные